# 阿拉伯长袍

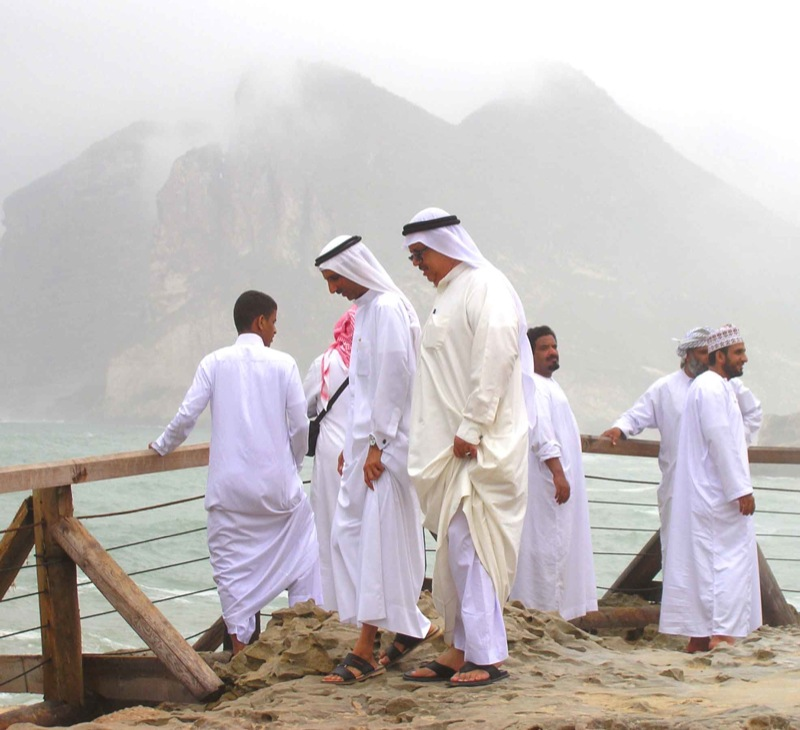
阿曼境內身穿阿拉伯长袍的男子

阿拉伯长袍是阿拉伯半岛的阿拉伯人所穿的服装。這是一種長度可達腳踝的长袍。除了阿拉伯半岛外，约旦、叙利亚、巴勒斯坦地區、黎巴嫩、印度次大陸的穆斯林、北非以及东非和西非部分国家的男性也會穿阿拉伯长袍。在海湾国家，阿拉伯长袍是男士的主要正式服装，不過在非正式場合也可以穿著。 

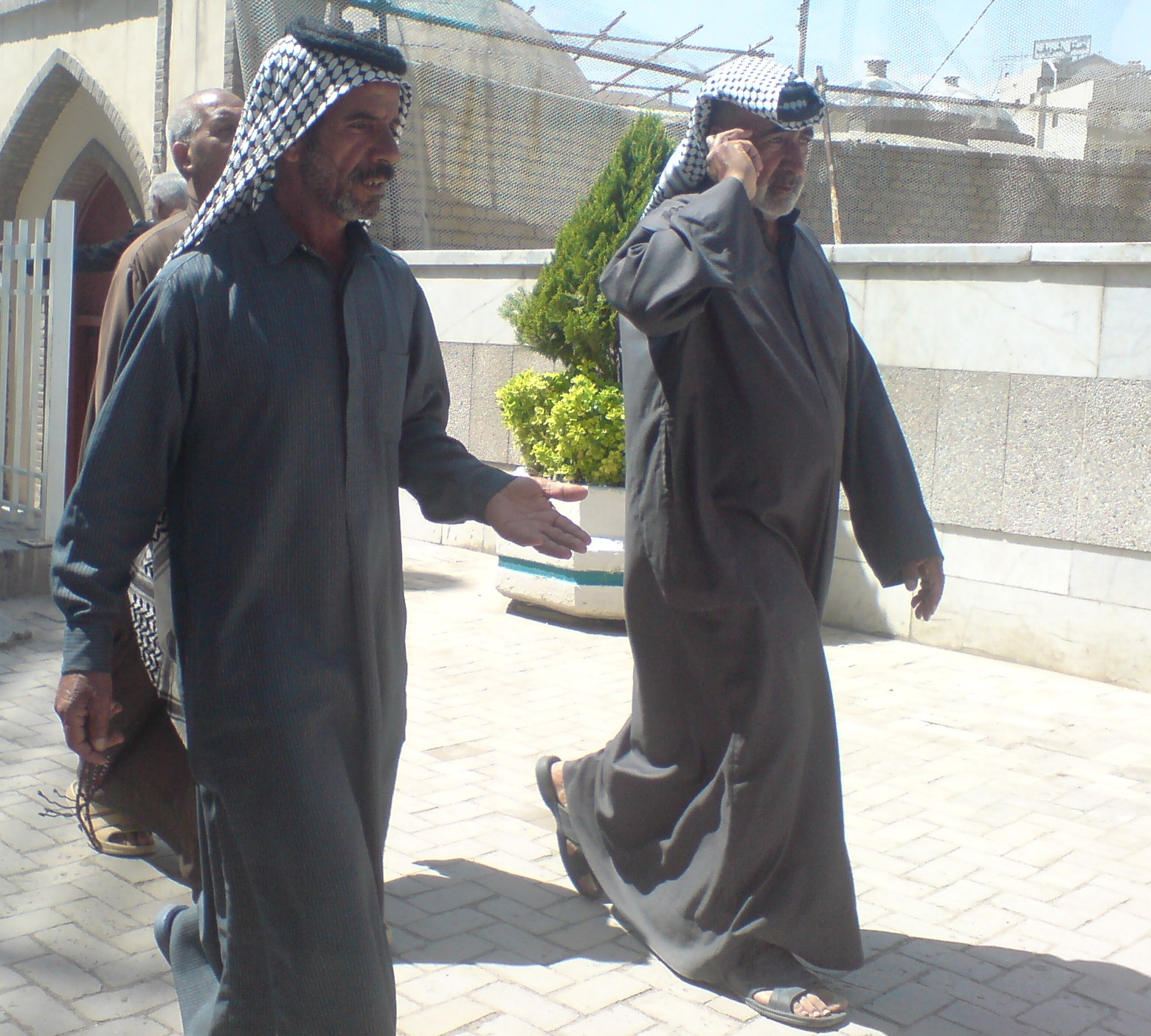
伊拉克境內身穿阿拉伯长袍的男子